# Gregor Fischer
Gregor Fischer (* 7. Juni 1834 in Bayern; † unbekannt) war ein liechtensteinischer Politiker.
Fischer besuchte das Lehrerseminar in Würzburg. Ab 1860 war er Realschullehrer in Vaduz, wo er auch wohnte. Daneben unterrichtete er im Winter an einer Abendschule für Handwerker und Landwirte. Nachdem er 1861 einer der Mitgründer des ersten liechtensteinischen Lesevereins war, war er 1863 Mitbegründer und bis 1868 Herausgeber der Liechtensteinischen Landeszeitung. Von 1862 bis 1868 war er Abgeordneter im Liechtensteinischen Landtag. 1868 verließ er Liechtenstein und kehrte in seine Heimat nach Süddeutschland zurück. Später war er Kreisschulinspektor in Würzburg.